# Vodnář žlutobřichý

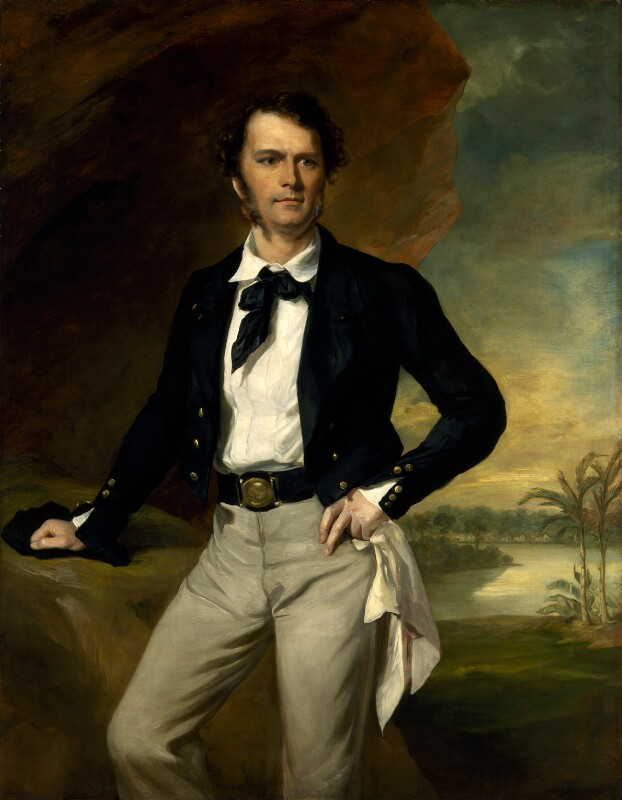
James Brooke (1847)

Vodnář žlutobřichý (Hydrophis brookii) je jedovatý mořský had z rodu vodnářů (Hydrophis) z čeledi korálovcovitých (Elapidae).

## Etymologie
Latinské druhové jméno bylo dáno tomuto druhu na počest britského dobrodruha Jamese Brooka (29. dubna 1803 – 11. června 1868). Druh byl popsán německo-britským zoologem Albertem Güntherem (3. říje) 1830 – 1. února 1914) v roce 1872.

## Výskyt
Vodnář žlutobřichý se vyskytuje v Indickém oceánu (Malajsie, Vietnam, západní Indonésie: Sumatra, Jáva, Kalimantan) a v Thajském zálivu.

## Popis
Tento had má relativně malou hlavu, na které je žlutá skvrna ve tvaru podkovy. Na tmavomodrém těle se nachází mezi 60 a 80 tmavými či černými pruhy.